# Rosenbergs Arkitekter
Rosenbergs Ariktekter AB er en virksomhed fra Stockholm, ejet af Inga Varg og Alessandro Ripellino siden 1993 da det blev etableret. Det opfølger virksomheden Rosenberg och Stål Arkitektkontor der blev etableret i 1955.
Virksomheden arbejder med arkitektur og byplanlægning.

## Udvalgte værk
- Tomteboda postterminal
- Rica Talk Hotel
- Flat Iron Building
- Bankhus 90
- Lindhagsskrapan